# Celegastrura aldebaranis
Celegastrura aldebaranis är en urinsektsart som beskrevs av Palacios-Vargas, Mendoza och Villalobos 2000. Celegastrura aldebaranis ingår i släktet Celegastrura och familjen Hypogastruridae. Inga underarter finns listade i Catalogue of Life.